# Joseph Jacquier-Châtrier
Joseph Jacquier-Châtrier, italianizzato in Giuseppe Jacquier Chatrier (Bonneville, 21 maggio 1811 – Bonneville, 30 settembre 1876), è stato un politico francese.

## Biografia
Fu Deputato del Regno di Sardegna per tre legislature, eletto nel collegio di Bonneville. Venne eletto in sostituzione di François-Marie Bastian nella II legislatura, ma la sua elezione non venne mai convalidata a causa dello scioglimento dell'Assemblea.